# Hospital de Santa Isabel (Hyderabad)
El Hospital de Santa Isabel es un centro de atención médica de 75 camas establecido en Pakistán en 1958.
Sirve al pueblo de Hyderabad y a las áreas más bajas de la provincia de Sindh. No sólo es un hospital, también es un centro de formación de enfermeras y matronas para garantizar el futuro de las mujeres y los bebés paquistaníes. El Hospital de Santa Isabel fue fundado en 1958 y es una institución sin fines de lucro. Es propiedad de la Diócesis de Hyderabad y está dirigido en su nombre por el Consejo Médico de la Diócesis. Desde 1975 se ha dotado de personal paquistaní.